# والتر برنس
والتر برنس (بالإنجليزية: Walter Prince)‏ هو لاعب كرة قاعدة أمريكي، ولد في 9 مايو 1861 في Amherst, New Hampshire ‏ في الولايات المتحدة، وتوفي في 2 مارس 1938 في Bristol, New Hampshire ‏ في الولايات المتحدة.